# Demetrio I Cantacuceno
Demetrio I Cantacuceno (en griego: Δημήτριος Καντακουζηνός; c. 1343-1384) fue déspota de Morea y nieto del emperador bizantino Juan VI Cantacuceno. Demetrio era hijo de Mateo Cantacuceno, déspota de Morea, e Irene Paleóloga. Demetrio recibió el título de sebastocrátor por el emperador Juan V Paleólogo en diciembre de 1357 y fue al Peloponeso con su padre y su abuelo en 1361.
Uno de al menos dos hijos de Mateo Cantacuceno, disputó la sucesión al Despotado de Morea con Teodoro I Paleólogo, el hijo de Juan V entre 1380 y 1384. Nuestra única información para este evento es una referencia críptica del emperador Manuel II Paleólogo en el funeral de su hermano Teodoro, quien comenta sobre la insubordinación del «hijo» de Mateo Cantacuceno, que había usurpado el gobierno a la muerte de Manuel Cantacuceno en 1380. La opinión tradicional es que este hijo era Juan, no Demetrio; sin embargo, Dionysios Zakythinos, un historiador del Despotado del Morea, se inclinó a creer que el hijo era Demetrio. Según el bizantinista Donald Nicol, «este problema difícilmente puede resolverse satisfactoriamente sobre la base de la evidencia documental disponible».
Demetrio pudo haber sido el padre de Teodoro Cantacuceno, el embajador bizantino en Francia y Venecia.